# Molnár Oszkár (pedagógus)
Molnár Oszkár, Müller (Selmecbánya, 1881. február 1. – Budapest, Erzsébetváros, 1954. január 15.) pedagógus, pedagógiai író.

## Életútja
Müller Kálmán és Koreczkó Irén fia. 1905-ben a Budapesti Tudományegyetemen filozófia–pedagógia szakos tanítóképző intézeti tanári oklevelet szerzett. 1907-től Kolozsváron mint tanítóképző intézeti tanár működött, majd 1920-tól a budapesti VII. kerületi Damjanich utcai tanítóképzőben tanított. 1922-ben Nagy Lászlóval közösen dolgozott a budapesti lélektani laboratóriumban, 1929-ben a tanítóképző intézeti főigazgatóságára került, 1933 és 1936 között főigazgató volt. 1937-től igazgatta a Damjanich utcai tanítónő képzőt, 1942-ben vonult nyugdíjba. 1928 és 1944 között a Magyar tanítóképző című hetilapot szerkesztette. Számottevő a tanítóképzés, elsősorban a tanítóképesítés szabályozása érdekében végzett munkássága. A gyermektanulmányozás, a szociális pedagógia kérdéseivel és neveléstörténettel is foglalkozott. Halálát agyhártyagyulladás, keringési elégtelenség okozta. Felesége Szánthó Mária volt, akivel 1911-ben kötött házasságot Kolozsváron.

## Főbb művei
- Bevezetés a gyermektanulmányba (Kolozsvár, 1913)
- Szociális pedagógiai intézmények (Kolozsvár, 1915)
- Neumann Ernő élete és munkássága (Budapest, 1917)
- A tanítási módszer történeti fejlődése (Budapest, 1926)
- Neveléstörténelem (Budapest, 1943)